# Cingaleses
Os cingaleses formam o grupo étnico predominante no Sri Lanka.
O Ramáiana, saga épica em sânscrito, um dos principais textos do hinduísmo, narra acontecimentos lendários ocorridos na ilha de Lanka: Rama, rei de Ayodhya (Uttar Pradesh), luta contra Ravana, rei da ilha de Lanka. A arqueologia e o estudo da história do Sri Lanka têm permitido estabelecer que até ao ano 500 a.C. invasores indo-europeus ocuparam a ilha de Ceilão, onde se tinham estabelecido povos dravidianos e, muito antes, os nativos Wanniyala-Aetto (ou Veddas). A etnia cingalesa resulta da mestiçagem dos indo-europeus que dominaram a ilha desde então, com diversas populações anteriores, que adotaram a língua cingalesa.